# 三门峡卖官案
三门峡卖官案是2009年至2010年中国河南三门峡市的系列反腐案，三门峡原副市长张君贵、原市交通局局长单向东、原市房管局局长黄国华、原卢氏县交通局局长揣予苏、原渑池县委书记仝孟蛟、三门峡市交通局原助理调研员田成亮、三门峡市财政局原局长吕万松相继因受贿卖官被查，调任安阳只工作了9个月的前三门峡市委组织部长李卫民出逃。